# Laura Bechdejú
Laura Bechdejú Coll (Gerona, 9 maggio 2000) è una ginnasta spagnola, membro della nazionale spagnola di ginnastica artistica.

## Carriera senior

### 2021
A giugno partecipa alla FIT Challenge nelle Fiandre, dove arriva quinta nella gara a squadre e tredicesima nell'all around.
Viene scelta insieme ad Alba Petisco, Marina Gonzalez e Roxana Popa per partecipare alle Olimpiadi di Tokyo.
Il 25 luglio gareggia nelle Qualificazioni, ma la Spagna non riesce a qualificarsi per la finale a squadre.